# ساموئل بیگر
ساموئل بیگر (Samuel Bigger)‏ (۲۰ مارس ۱۸۰۲–۹ سپتامبر ۱۸۴۶)، هفتمین فرماندار ایالت ایندیانای آمریکا در بازه زمانی ۹ دسامبر ۱۸۴۰ تا ۶ دسامبر ۱۸۴۳ بود. بیگر که در طرح ناموفق امور عام‌المنفعه دخالتی نداشت، برای شرکت در انتخابات فرمانداری نامزد شد. ایالت ایندیانا در دوره فرماندار سابق وارد یک بحران مالی شدید شده بود که متعاقباً دولت محلی این ایالت در نخستین سالی که بیگر مسئولیت آن را بر عهده گرفت به درماندگی رسید. او بر مذاکراتی که در جهت رفع ورشکستگی انجام می‌شد نظارت داشت ولیکن آنچه مدنظر او بود فقط تا حدودی به پرداخت بدهی‌ها کمک کرد. از این رو، همین که کمپین انتخاباتیش دوباره به راه افتاد، حزب ویگ برای بروز چنین ناکامی‌های عظیمی در مظان اتهام قرار گرفت و بدین‌ترتیب بیگر در انتخابات شکست خورد.

## زندگی اولیه

### خانواده و پس‌زمینه
ساموئل بیگر در ۲۰ مارس ۱۸۰۲ در شهر فرانکلین ایالت اوهایو به دنیا آمد. وی فرزند جان بیگر از کهنه‌سربازان جنگ استقلال آمریکا و سخنگوی مجلس نمایندگان اوهایو بود و به سبب موقعیت پدرش مرتباً با بسیاری از مرزنشینان پُر نفوذ برخورد داشت. او در اوهایو در مدرسه‌ای با ساختمان چوبی درس خواند. با اینکه پسر بچه‌ای بیش نبود ولی از مطالعه کتاب لذت می‌برد. در هیجده سالگی به سرماخوردگی سختی مبتلا گشت که چیزی نمانده بود او را از پای درآورد. ابتلایش به این بیماری سبب شد تا همواره شرایط جسمی او نامساعد باشد، بنابراین پدرش به این نتیجه رسید که ساموئل برای انجام کار یدی در مزرعه مناسب نیست و او را به مدرسه فرستاد تا در آنجا حرفه‌ای بی‌آموزد. بیگر در دهه ۱۸۲۰ به عنوان دانشجو در دانشگاه اوهایو واقع در شهر آتن ایالت اوهایو ثبت نام کرد و در رشته حقوق مشغول تحصیل شد.
بیگر پس از اتمام تحصیلاتش در دانشگاه در سال ۱۸۲۹ و اشتغال به امور حقوقی، به شهر کوچک لیبرتی در ایالت ایندیانا نقل مکان کرد. در آنجا با اِلِن ویلیامسون ازدواج کرد؛ این زوج هرگز صاحب فرزند نشدند. وی مدت کوتاهی در لیبرتی ماند و سپس به راش‌ویل عزیمت کرد تا در آنجا کارش را شروع کند. مدتی با الیور اچ. اسمیت که بعدها سناتور شد، یک دفتر حقوقی داشت و سپس با جیمز ویکامب و جوزف رایت شریک شد.

### قاضی و نماینده مجلس
بیگر در سال ۱۸۳۳ برای حضور در مجلس نمایندگان ایالت ایندیانا انتخاب شد. وی تا سال ۱۸۳۵ و برای سه دوره در آنجا خدمت کرد. اگرچه او سخنران قابلی نبود ولی به سادگی و صراحت کلام معروف بود. بیگر در سال ۱۸۳۵ با اختلاف اندکی در رقابت برای انتخاب سخنگوی مجلس در برابر جیمز گرگوری شکست خورد. همان سال او به عنوان قاضی دادگاه منطقه‌ای ایندیانا منصوب شد و تا زمان انتصابش به فرمانداری در همین سمت باقی ماند.
هنگامی که او در دادگاه مشغول کار بود، مجمع عمومی ایالت ایندیانا قانون توسعه گسترده امور داخلی را به تصویب رساند تا براساس آن اقدام به احداث کانال، جاده و مسیرهای ریلی در سراسر این ایالت نماید. اگرچه تصویب این قانون در ابتدا موجی از سرور و شادی را به همراه آورد، ولی هراس مالی سال ۱۸۳۷، ویرانی اقتصاد را در پی داشت؛ به‌طوریکه دولت رقمی بالغ بر ده میلیون دلار مقروض شد. اوضاع زمانی از کنترل خارج شد که فرماندار دیوید والاس تلاش کرد تا این فروپاشی مالی را به تعویق بیندازد و همچنان به اجرای پروژه‌ها ادامه داد. همین موضوع رقم بدهی‌ها را به ۱۲ میلیون دلار افزایش داد. بدین‌ترتیب، با احتساب سایر بدهی‌ها، مجموع دیون دولت بیش از ۱۵ میلیون دلار بود. با نزدیک شدن به زمان انتخابات، حزب ویگ بر آن شد تا دست از حمایت از فرماندار فعلی برداشته و نامزدی را معرفی کند که کوچک‌ترین ارتباطی با این ناکامی نداشته باشد.

## فرماندار

### ارتقا داخلی
در سال ۱۸۴۰ بیگر از سوی حزب ویگ نامزد انتخابات فرمانداری ایالت ایندیانا شد. رقیب او در این انتخابات تیلمن هوارد، نماینده کنگره و نامزد دموکرات‌ها، بود. شرایط اقتصادی ایالت و ناکامی در اجرای امور عام‌المنفعه محور اصلی گفتگو در کمپین‌های انتخاباتی بود. بیگر مدعی شد که همواره مخالف این پروژه‌ها بوده‌است و قول داد این ایالت را از چنین وضعیت ناگواری خارج کند.
هنگامی که بیگر به دفتر فرمانداری راه یافت، سود سالیانه بدهی‌های دولت به تنهایی بیش از ۵۰۰ هزار دلار بود در حالیکه درآمد ایالت قریب به ۲۵۰ هزار دلار برآورد می‌شد. طی نخستین سالی که او در این سمت بود، رقم بدهی‌های ایالت به بالاترین میزان خود رسید و در ماه ژوئیه، دولت توان بازپرداخت بدهی‌های خود را نداشت و همین موضوع سبب شد تا رقم بدهی‌ها به سرعت افزایش یابد. در ابتدا بیگر پشنهاد کرد تا سازوکار مالیات بر دارایی اصلاح شود؛ این مالیات‌ها اصلی‌ترین منبع درآمد دولت بودند. بدین‌ترتیب به منظور «همسان‌سازی» ارزش دارایی‌هایی که شامل مالیات می‌شدند، شوراهای منطقه‌ای شکل گرفتند. در نتیجه این کار، رقم مالیات‌ها به طرز قابل ملاحظه‌ای افزایش یافت به‌طوری‌که در بعضی مناطق تا ۳۰۰ درصد نیز بیشتر شد. اعتراض مردم شدید بود و بسیاری از آنها از پرداخت مالیات امتناع کردند، از این رو سال بعد دیگر این سیستم اجرا نشد.
در واقع، دولت ابتدا امیدوار بود تا با تکمیل این پروژه‌ها راهی برای گریز از این شرایط بیابد. آنها بر این باور بودند که این طرح‌ها بلافاصله پس از راه‌اندازی به قدری سودده باشند که هزینه‌های خود را پوشش بدهند. از این رو تکمیل پروژه‌ها در اولویت قرار گرفت و مقرر شد که تمام بودجه موجود به مهم‌ترین طرح یعنی کانال «واباش و ایری» اختصاص یابد. از سوی دیگر، مذاکره‌کننده‌ای به لندن اعزام شد تا با طلبکاران گفتگو کند. در نتیجه این مذاکره، کانال وایت‌واتر و دو پروژه دیگر که مربوط به کانال‌های کوچکتر بود به همراه راه‌آهن مدیسون و ایندیاناپولیس در ازای ۵۰ درصد بدهی‌ها به طلبکاران واگذار شد. در نتیجه، مجموع بدهی‌های دولت ایالتی به حدود ۹ میلیون دلار رسید. علی‌رغم پیشرفتی که در این زمینه حاصل شد، همچنان رقم بدهی‌ها بیش از توان ایالت بود. ولی به‌هرحال این کار زمان بیشتری در اختیار دولت قرار داد تا بکوشد و این معضل را برطرف سازد.
در ادامه، کمیسیونی تحت نظارت بیگر تشکیل شد تا به بررسی علل شکست طرح توسعه امور داخلی بپردازد. به گفته این کمیسیون بسیاری از پیمان کارانی که اجرای این پروژه‌ها را عهده‌دار بودند فساد مالی داشتند. به علاوه، دولت در شمار زیادی از زمینه‌ها فریب خورده و قربانی «سوءاستفاده و تقلب» شده بود. در گزارش این کمیسیون به‌طور خلاصه اینطور آمده بود که دولت در مورد هزینه اجرای پروژه‌ها، مدت زمان اتمام آنها و توانایی خود در پرداخت بدهی‌ها برآورد بسیار نادرستی داشته‌است. عمق فاجعه زمانی بیشتر رونما گردید که معلوم شد برای بسیاری از کانال‌ها اصلاً مسیری پیش‍بینی نشده بوده‌است از این رو بعدها مشخص شد که اساساً اجرای آنها امکان‌پذیر نیست.

### اصلاحات حقوقی
در سال ۱۸۴۱ و متعاقب درخواست مجلس قانون‌گذاری ایالت، بیگر با کمک و همراهی جورج اچ. دان که وزیر خزانه‌داری ایالت بود، اقدام به بازنویسی کلیه قوانین ایالتی نمود. با توجه به پیشینه حقوقی که او داشت، از شایستگی لازم برای این کار برخوردار بود. مجموعهٔ جدید قوانین تدوین شده توسط او در سال ۱۸۴۲ به سرعت و با اکثریت آراء به تصویب مجلس قانون‌گذاری رسید.

## سال‌های واپسین زندگی

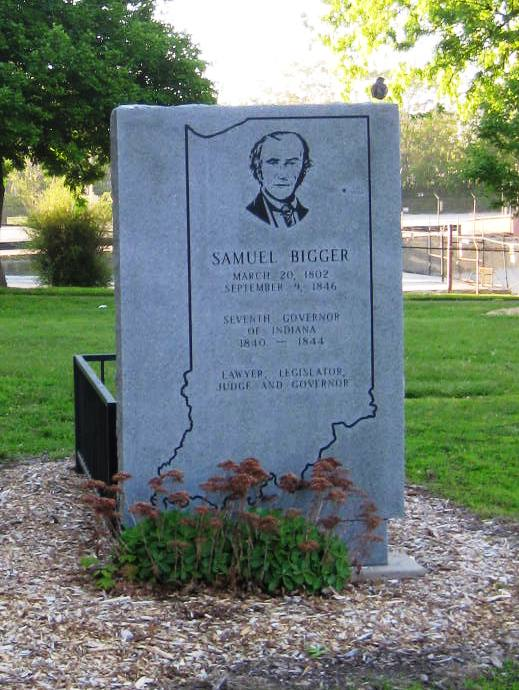
قبر ساموئل بیگر، فورت وین، ایندیانا، پارک مک کالوچ

پس از اتمام دوره تصدی منصب فرمانداری، بیگر به فورت‌وین نقل مکان کرد و به همراه جوزف کی. ادگرتون دوباره به امور مشغول شد. حزب ویگ در تلاش بود تا بار دیگر در سال ۱۸۴۶ او را برای رقابت انتخابات فرمانداری نامزد کند ولی بیگر بدون هیچ توضیحی پیشنهاد آنها را رد کرد. ساموئل بیگر ناگهان بیمار شد و در ۹ سپتامبر ۱۸۴۶ در سن ۴۳ سالگی در منزل شخصیش واقع در فورت‌وین از دنیا رفت و در پارک مک‌کالوچ همین شهر به خاک سپرده شد.
به پیشنهاد میچل هارپر، نماینده مجلس و با رأی مجمع شورای ایالتی؛ نام پل ۲۷ ایالات متحده (خیابان لافایت) که بر روی رودخانه سنت‌ماری در مرکز شهر فورت‌وین قرار داشت به «پل یادبود فرماندار ساموئل بیگر» تغییر کرد. به گفته گیل تورنبرو، مورخ، بیگر از جمله آن فرماندارانی بود که عمدتاً به سبب شرایط مالی ایالت، کمترین تأثیر را بر وقایع دوران خود داشت.